# پلزنت گپ (پنسیلوانیا)
پلیزنت گپ (به انگلیسی: Pleasant Gap) یک منطقهٔ مسکونی در ایالات متحده آمریکا است که در شهرستان سنتر، پنسیلوانیا واقع شده‌است. پلیزنت گپ ۴٫۲۱ کیلومتر مربع مساحت و ۲٬۸۷۹ نفر جمعیت دارد و ۳۱۰٫۹ متر بالاتر از سطح دریا واقع شده‌است.